# Sânmartin (Harghita)
Sânmartin (en hongrois : Csíkszentmárton) est une commune roumaine du județ de Harghita, dans le Pays sicule (aire ethno-culturel et linguistique), dans la région historique de Transylvanie. Elle est composée des trois villages suivants:
- Ciucani (Csíkcsekefalva)
- Sânmartin, siège de la commune
- Valea Uzului (Úzvölgy)

## Démographie
Lors du recensement de 2011, 97,45 % de la population se déclarent hongrois (1,67 % ne déclarent pas s'appartenance ethnique et 0,86 % des habitants déclarent appartenir à une autre ethnie).

## Politique
| Parti | Parti                                           | Sièges |
| ----- | ----------------------------------------------- | ------ |
|       | Union démocrate magyare de Roumanie (UDMR)      | 9      |
|       | Parti populaire hongrois de Transylvanie (PPMT) | 2      |

## Monuments et lieux touristiques
- Église romaine-catholique "Saint Martin" du village se Sânmartin (construite au XVIIIe siècle), monument historique[3]
- Chapelle romain-catholique Sânmartin (construite au XIVe siècle), monument historique

## Relations internationales
- Kenderes (Hongrie)
- Mórahalom (Hongrie)
- Zalahaláp (Hongrie)